# ستيفن بي. هيمستيد
ستيفن بي. هيمستيد هو محامي وقاضي وسياسي أمريكي، ولد في 1 أكتوبر 1812 في نيو لندن في الولايات المتحدة، وتوفي في 16 فبراير 1883 في دوبوك في الولايات المتحدة. نشط حزبياً في الحزب الديمقراطي. وقد انتخب حاكم أيوا ‏ (4 ديسمبر 1850 – 9 ديسمبر 1854).